# Kabinett Motzfeldt VIII

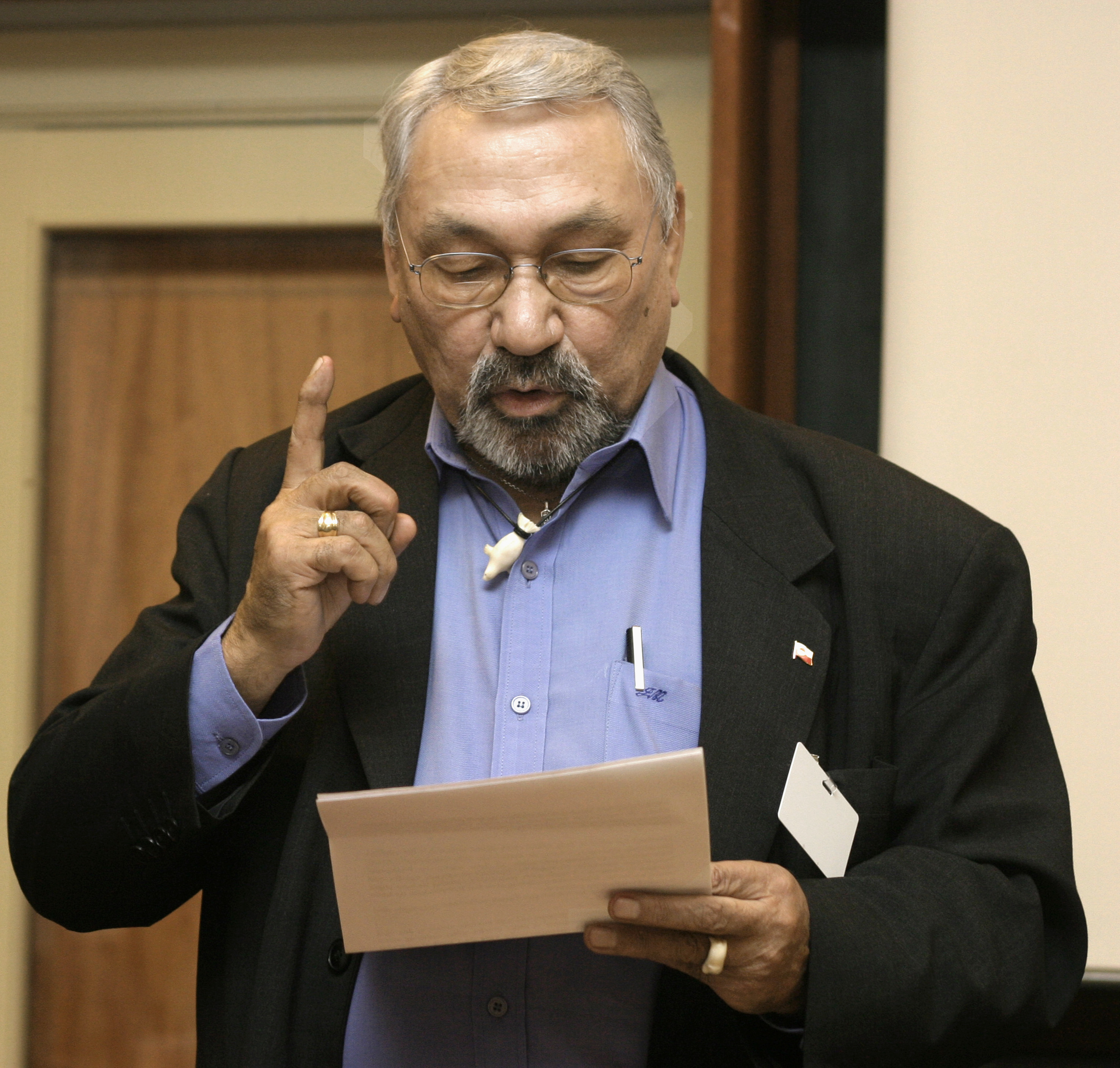
Jonathan Motzfeldt in Oslo, 2003

Das Kabinett Motzfeldt VIII war die zehnte Regierung Grönlands.

## Entstehung
Nachdem Hans Enoksen zum neuen Vorsitzenden der Siumut gewählt worden war, entzog die Inuit Ataqatigiit dem Koalitionspartner das Vertrauen. Die Siumut lehnte jedoch eine Wahl ab und einigte sich mit der Atassut auf eine neue Regierung. An der Zusammensetzung der Regierung wurden nur wenige Änderungen vorgenommen. Edvard Geisler und Augusta Salling übernahmen die bisher von der Inuit Ataqatigiit gehaltenen Ministerien von Alfred Jakobsen und Josef Motzfeldt.

## Kabinett
| Minister                       | Ministerium                           | Anmerkung |
| ------------------------------ | ------------------------------------- | --------- |
| Jonathan Motzfeldt (Siumut)    | Premierminister                       |           |
| Ole Dorph (Siumut)             | Soziales und Arbeitsmarkt             |           |
| Hans Enoksen (Siumut)          | Fischerei, Jagd und Dörfer            |           |
| Edvard Geisler (Atassut)       | Gesundheit und Umwelt                 |           |
| Jørgen Wæver Johansen (Siumut) | Wohnungswesen und Infrastruktur       |           |
| Lise Skifte Lennert (Siumut)   | Kultur, Bildung, Kirche und Forschung |           |
| Augusta Salling (Atassut)      | Wirtschaft                            |           |